# Бедля
Бедля — річка в Україні, у Олевському й Рокитнівському районах Житомирської й Рівненської областей. Права притока Гусі, (басейн Прип'яті).

## Опис
Довжина річки приблизно 4,17 км, найкоротша відстань між витоком і гирлом — 3,94  км, коефіцієнт звивистості річки — 1,06 .

## Розташування
Бере початок на північно-східній стороні від селища Сновидовичі. Тече переважно на північний захід і на північно-західній стороні від села Будки-Сновидовицькі впадає у річку Гусь, праву притоку Ствиги.

## Цікаві факти
- У XIX столітті річка протікала через урочище Жеребча Дубова[2].
- На лівому березі річки на відстані приблизно 1,42 км розташована залізнична станція Сновидовичі.